# Stephanie Graf
Pour les articles homonymes, voir Graf.
Stephanie Graf (née le 26 avril 1973 à Klagenfurt) est une athlète autrichienne, spécialiste du 800 mètres.

## Biographie
En 2010, une enquête pour dopage est ouverte à l'encontre de Stephanie Graf, soupçonnée d'avoir réalisé au moins une transfusion sanguine durant sa carrière.

### Palmarès
| Date | Compétition                    | Lieu       | Résultat | Performance   |
| ---- | ------------------------------ | ---------- | -------- | ------------- |
| 1998 | Championnats d'Europe          | Budapest   | 3e       | 2 min 00 s 11 |
| 1999 | Championnats du monde en salle | Maebashi   | 6e       | 2 min 04 s 39 |
| 1999 | Championnats du monde          | Séville    | 7e       | 1 min 57 s 92 |
| 2000 | Championnats d'Europe en salle | Gand       | 1re      | 1 min 59 s 70 |
| 2000 | Jeux olympiques                | Sydney     | 2e       | 1 min 56 s 64 |
| 2001 | Championnats du monde en salle | Lisbonne   | 2e       | 1 min 59 s 78 |
| 2001 | Championnats du monde          | Edmonton   | 2e       | 1 min 57 s 20 |
| 2001 | Finale du Grand Prix IAAF      | Melbourne  | 3e       | 2 min 00 s 40 |
| 2002 | Championnats d'Europe en salle | Vienne     | 2e       | 1 min 55 s 85 |
| 2003 | Championnats du monde en salle | Birmingham | 2e       | 1 min 59 s 39 |

### Records
| Épreuve    | Épreuve      | Performance   | Lieu   | Date              |
| ---------- | ------------ | ------------- | ------ | ----------------- |
| 800 mètres | En plein air | 1 min 56 s 64 | Sydney | 25 septembre 2000 |
| 800 mètres | En salle     | 1 min 55 s 85 | Vienne | 3 mars 2002       |